# Hans-Joachim Borzym
Hans-Joachim Borzym est un rameur est-allemand né le 7 janvier 1948 à Brandebourg-sur-la-Havel. Il est le mari de la kayakiste Petra Grabowsky.

## Palmarès
- Jeux olympiques d'été de 1972 à Munich
  -  Médaille de bronze en huit